# Клинк, Тамара Григорьевна
Тамара Григорьевна Клинк (нем. Tamara Klink; урождённая Коган, также Гиркиян-Клинк; род. 27 апреля 1967, Чимкент) — немецкая, ранее советская, российская и казахстанская шахматистка, мастер спорта СССР по шахматам (1984), гроссмейстер среди женщин (2000).

## Биография
Участвовала в финале чемпионата СССР по шахматам среди женщин в 1988 году, в котором заняла тринадцатое место. В 1991 году в Ленинграде заняла седьмое место в зональном турнире отборочного цикла розыгрыша звания чемпионки мира по шахматам среди женщин. После распада СССР выступала за Россию и Казахстан. Представляла Казахстан на четырёх шахматных олимпиадах среди женщин (1994—2000). С 2000 года живет в Германии, а с 2001 года представляет эту страну и в шахматных турнирах.
Призёр международных турниров по шахматам в Касселе в 2000 году, в котором поделила 3—10-е место, и в Баунатале в 2000 году, в котором поделила 2—3-е место. В составе шахматного клуба OSG «Baden-Baden» (Баден-Баден) неоднократная победительница немецкой шахматной Бундеслиги среди женщин (2003, 2004, 2005, 2008, 2011, 2012). В 2002 году в составе этого клуба участвовала в розыгрыше Кубка европейских чемпионов по шахматам среди женских команд.

## Изменения рейтинга
| Графики недоступны из-за технических проблем. См. информацию на Фабрикаторе и на mediawiki.org. |